# Masdevallia deceptrix
Masdevallia deceptrix là một loài thực vật có hoa trong họ Lan. Loài này được Luer & Würstle mô tả khoa học đầu tiên năm 1987.